# Ардеш
Арде́ш (фр. Ardèche) — департамент у центральній частині півдня Франції. Частина регіону Овернь-Рона-Альпи. Адміністративний центр — Пріва.

## Географія
Площа території 5 529 км². Департамент розташований у гористій місцевості на захід від Рони.
Департамент об'єднує три округи, 33 кантони і 339 комун.

## Міста і комуни
| Місто            | Населення (1800) | Населення (1901) | Населення (2014) |
| ---------------- | ---------------- | ---------------- | ---------------- |
| Анноне           | 5.550            | 17.490           | 16.302           |
| Обена            | 3.315            | 8.362            | 11.917           |
| Гілеран-Гранж    | 300              | 600              | 10.841           |
| Турнон-сюр-Рон   | 3.419            | 5.174            | 10.558           |
| Ле-Тей           | 1.253            | 5.582            | 8.376            |
| Прива            | 2.923            | 7.561            | 8.313            |
| Сен-Пере         | 1.652            | 2.603            | 7.494            |
| Бур-Сент-Андеоль | 3.964            | 4.165            | 7.236            |
| Ла-Вульт-сюр-Рон | 1.369            | 2.738            | 5.124            |
| Вів'є            | 1.892            | 3.416            | 3.788            |

## Історія
Ардеш — один із перших 83 департаментів, створених у березні 1790 р. Розташований на території колишньої провінції Віваре.